# Heraklova borba s lernejskom Hidrom
Heraklova borba s lernejskom Hidrom je ulje na platnu španjolskog baroknog slikara Francisca de Zurbarána. Riječ je o slici koja prikazuje Heraklovu borbu s lernejskom Hidrom, jednim od dvanaest zadataka koje mu je postavio kralj Euristej. Grčki junak morao ih je obaviti kao uvjet za dolazak na Olimp (a time i besmrtnost) te kako bi skinuo ljagu sa sebe jer je u napadu ludila ubio djecu koju je imao s Megarom.
Lernejska Hidra bila je mitološko biće sa zmijskim tijelom i mnogo zmijskih glava te otrovnim dahom a obitavala je u lernejskom jezeru. U borbi s njome, Heraklo je vidio da nakon što joj odsječe jednu glavu, ubrzo narastu dvije nove. Shvativši da je tako ne može pobijediti, Heraklo je zamolio svog nećaka Jolaja za pomoć. Naime, grčki junak se dosjetio da se spale Hidrine rane nakon što joj se odsjeće glava. Tako je Heraklo krenuo odsjecati Hidrine glave dok je Jolaj spaljivao njene rane. Djelo prikazuje upravo taj završni prizor.
Sam Heraklo bio je de Zurbaránu velika inspiracija tako da je naslikao još dva djela vezana uz život ovog grčkog junaka. Tako postoje ulja na platnu vezana uz Heraklovu borbu s nemejskim lavom te njegovu smrt na lomači. Sva tri djela nalaze se u madridskom muzeju Prado.

## Vidjeti također
- Heraklova borba s nemejskim lavom
- Heraklova smrt